# 铜钱白珠
铜钱白珠（学名：Gaultheria nummularioides）是杜鹃花科白珠树属的植物。分布在印度、锡金、缅甸、尼泊尔、不丹、印度尼西亚以及中国大陆的西藏、云南、四川等地，生长于海拔1,700米至3,000米的地区，多生长在山坡岩石上以及杂木林中，目前尚未由人工引种栽培。

## 别名
四川白珠树（中国树木分类学）

## 异名
- Gaultheria nummularioides D. Don var. microphylla C. Y. Wu et T. Z. Hsu